# Ognjen Mitrović
Ognjen Mitrović (ser. cyr. Огњен Митровић, ur. 30 czerwca 1999 w Sremskiej Kamenicy) – serbski piłkarz występujący na pozycji lewego obrońcy lub prawego skrzydłowego w serbskim klubie Proleter Nowy Sad. Były młodzieżowy reprezentant Serbii.